# Małgorzata Leyko
Małgorzata Elżbieta Leyko (ur. 1955) – polska filolog, dr hab. nauk humanistycznych, profesor nadzwyczajny Instytutu Kultury Współczesnej i prodziekan Wydziału Filologicznego Uniwersytetu Łódzkiego.

## Życiorys
W 1978 r. ukończyła studia z filologii polskiej na Uniwersytecie Łódzkim, w 1988 r. obroniła rozprawę doktorską pt. Idea sceny szekspirowskiej w niemieckich teoriach teatralnych w XIX i na początku wieku, a w 2003 r. habilitowała się na podstawie pracy zatytułowanej Reżyser masowej wyobraźni. Max Reinhardt i jego "teatr dla pięciu tysięcy". W 2015 r. uzyskała tytuł profesora nauk humanistycznych.
Jest członkiem Komitetu Nauk o Kulturze PAN (zastępca przewodniczącego) i Komitetu Nauk o Sztuce PAN oraz wiceprezesem Towarzystwa Badań Teatralnych. Należy też do Zespołu Nauk Humanistycznych Polskiej Komisji Akredytacyjnej. Była członkiem zarządu Łódzkiego Towarzystwa Naukowego i Polskiego Towarzystwa Historycznego.